# Директива по энергоэффективности зданий
Директива по энергоэффективности зданий  (англ. Directive on the energy performance of buildings, EPBD) является  основным законодательным инструментом Европейского Союза для повышения энергоэффективности европейского строительного фонда.
Директива была разработана с целью выполнения требований Киотского протокола, который обязывает все входящие в ЕС страны уменьшить выбросы в атмосферу углекислого газа.

## История

### Директива 2002/91/EC
Первая версия EPBD, директива 2002/91/EC, была утверждена 16 декабря 2002 года и вступила в силу 4 января 2003 года. Государства-члены ЕС должны были имплементировать Директиву в течение трех лет с момента создания  путем принятия в необходимых законов, положений и административных положений. В случае отсутствия квалифицированных и/или аккредитованных экспертов директива допускала дальнейшее продление срока внедрения до 4 января 2006 года.
В соответствии с Директивой во всех государствах-членах ЕС были введены следующие обязательства:
- Единая методика расчета и оценки интегрированных энергетических характеристик зданий;

- Система сертификации энергоэффективности для новых и существующих зданий;

- Регулярные проверки систем отопления и кондиционирования;

- Минимальные стандарты энергоэффективности для новостроек и существующих зданий, проходящих капитальный ремонт с полезной площадью более 1 000 м2 .

### Директива 2010/31/ЕС
Директива 2002/91/EC позднее была заменена так называемым «обновлением EPBD», которое было утверждено 19 мая 2010 года и вступило в силу 18 июня 2010 года, с крайним сроком имплементации — июль 2012 года.
Обновленный текст разъяснил, укрепил и расширил сферу действия директивы 2002 года. К ключевым изменениям относятся:
- Разработка основы сравнительной методологии для расчета оптимальных по стоимости уровней минимальных требований к энергоэффективности;

- Расширение требования обеспечить минимальный уровень энергоэффективности для всех зданий, проходящих капитальный ремонт;

- Все новые здания будут иметь почти нулевое потребление энергии (англ. zero-energy house) к декабрю 2020 года (к декабрю 2018 года для зданий органов государственной власти);

- Требование для государств-членов перечислять финансовые стимулы для обеспечения перехода к почти нулевому потреблению энергии в зданиях;

- Обязательная энергетическая сертификация для всех построенных, проданных или сданных в аренду объектов;

- Государства-члены должны принять необходимые меры для создания схем инспекции систем отопления и кондиционирования воздуха или принять меры с эквивалентным воздействием;

- Требование для государств-членов устанавливать штрафы за несоблюдение требований энергоэффективности.

### Предложение по пересмотру директивы EPBD (COM/2016/0765)
30 ноября 2016 года  в рамках пакета «Чистая энергия для всех европейцев» Еврокомиссия опубликовала предложение о пересмотре EPBD.
Совет ЕС согласовал свою позицию по этому предложению 26 июня 2017 года.
В частности, предложение:
внедряет системы автоматического контроля зданий в качестве альтернативы физическим осмотрам
поощряет развертывание необходимой инфраструктуры для систем e-mobility,
укрепляет связи между государственным финансированием реконструкции зданий и сертификатами энергоэффективности.